# 馬場浩史
馬場浩史（ばば こうし、別名：馬場浩、1958年（昭和33年）- 2013年（平成25年）7月28日）とは、日本のプランニングプロデューサーである。
フランスで活動していた靴を主にしたデザイナー・熊谷登喜夫のパートナーとして、ブランド「トキオ・クマガイ」の取締役マネージャーや統括プロデューサーを務めた後、自分の理想とする「身近な範囲の中での自給自足な暮らし」を実現するために栃木県芳賀郡益子町に移住しカフェギャラリー「starnet」をオープンしその主宰となった。また益子町の町おこしアートイベント「土祭」の総合プロデューサーを務めた。
益子焼の陶芸家である大塚一弘を叱咤激励し、「郡司製陶所」の2人を教え導き、益子焼の「伝説的な陶工」であった成井恒雄の存在を世に知らしめ、「益子焼のこれからの在り方」にも影響を与えた。
益子町に息づいていた、豊かな自然や農業や手仕事を尊び、益子の人たちから「失われてしまった日本人の心」である、先祖と繋がり土地に根ざした連綿と続いてきた小さな循環を見出し、その上で「等身大の生活を送る」という新しい考え方を持ち込み、「開かれた益子」を進め益子町の活性化に尽力し、益子町の町の在り方や益子町の人々や、馬場に惹かれて益子にやってくるあらゆるクリエイターたちの生き方に刺激と指針を与えた。

## 生涯

### 生い立ち
1958年（昭和33年）、埼玉県行田市にある真言宗智山派の寺院・持宝院の子として生まれる。
12歳で真言宗智山派の僧侶として得度し小僧のなったものの、もともと繊細な気性の持ち主であったが故か、小学生の時に吐血してしまい、中学生の時には胃を摘出した。そんな状況だったため、両親は寺の跡継ぎにさせることを諦め、馬場も僧侶の道を諦めた。

### 熊谷登喜夫と「トキオ・クマガイ」
興味を持ったファッションの世界に飛び込むため、22歳でフランスに渡った。そして20代であった1980年（昭和55年）から1988年（昭和63年）まで、靴を主体としたファッションデザイナーであった熊谷登喜夫
のパートナーとして、フランス・パリ、イタリア・ミラノ、そして日本の東京を拠点としていた熊谷のファッションブランド「トキオ・クマガイ」の取締役マネージャーを務めた
。
「トキオ・クマガイ」時代の終わり頃、1980年代の終わりに、馬場は「聖拙社」を率いていた故・上里義輝と共に、京都に「祇園NEXUS」を建築した。そしてこの「創作活動」が後の「starnet」などの、馬場の空間造りに大いに影響を与え、その原点となった。
そんな最中、1987年（昭和62年）10月25日。熊谷は突然の病のため急逝してしまう。
熊谷死去の報を聞いた取引先から「ブランドは残るのか」という問い合わせが殺到し、「トキオ・クマガイ」のメゾン（ブランド会社）が大混乱に陥った。「トキオ・クマガイ」は連日会議を開き、デザイン部門担当などについて決議し、同年11月中旬に新体制を発表した。
取締役マネージャーであった馬場は「「トキオ・クマガイ」はデザイナー名ではなく商標である」と回答し、新しいデザイン体制として「合議制の服作りではどっちつかずのインパクトの弱いデザインしか出来ない。後継者をしっかり決めて全面的に任せる」と馬場は言い切り
、熊谷のアシスタントデザイナーであった永沢陽一や松島正樹たちが4つあった熊谷ブランドのそれぞれのチーフデザイナーに、そして馬場は「トキオ・クマガイ」統括プロデューサーに就任。「永沢や松島たち4人のデザイナーは、熊谷の生前からデザインや素材選びなどで熊谷を補佐し、4ブランドの統一性を維持し、従来の品物とほぼ同じ空気感を保つ商品を提供することが出来る」と説明し、「トキオ・クマガイ」ブランドの存続に務めた。
バイヤーの間では「「トキオ・クマガイ」という独自の世界観を持っているブランドが消えるのは惜しい」「存続させるのは当然」という意見があった。しかしこのデザイン体制はあくまでも実験的な試みであった。
その後、永沢は病に倒れ入院し退社。他のデザイナーたちも退社していき、「TOKIO KUMAGAI」は1992年（平成4年）にその幕を閉じた。
後に馬場は、一度目の挫折を坊主になることを諦めたこと、そして二度目の挫折はファッションの世界から離れたこと、と述懐していたという。
「失敗したらインドにでも行って一緒に屋台を引こう」。そう馬場に語っていた熊谷は、馬場に出会ってからたったの6年で急逝した。当時28歳だった馬場の心にはくっきりと、2度と消えない熊谷登喜夫という名の閃光が焼き付けられた。そして馬場の旅はこの時から始まった。

### 生き方を模索する
その後、馬場は1991年（平成3年）、東京の西麻布に「遊星社」を設立し、企業の宣伝美術やコマーシャルデザイン、商業デザインの企画に携わり始める。そして妻の馬場和子と共に「時代を先取りするような商品」を作り出していった。しかし自分が生み出したものが消耗され消費されていく様を見ていかなければならない生き方に疑問と罪悪感を持つようになっていき、「自分の理想」に適うものを作るべく、芸術集団「GEOIDWORK（ジオイド・ワーク）」を起ち上げ、栃木県茂木町の陶芸家であるダグラス・ブラックらと共に、舞台やパフォーマンスアートやインスタレーションなどの馬場個人の作品も発表していくようになった。また東京の恵比寿にハンドクラフトやオーガニックフードを提供するカフェギャラリーの運営も始めた
。しかしとある舞台の仕事の最中、都会で創作活動を行う限界を感じてしまう。
そして次第にグローバル＝世界的に拡大していく社会にも違和感を感じ始め、自分の生き方と居場所を求めるうちに、まずは東京にほど近い栃木県宇都宮市で暮らし始め、同じ栃木県の茂木町で自分の理想的なものを作り、理想的な暮らしをする生活を試み、そして栃木県益子町に辿り着いた。

### 益子と「starnet」と「土祭」と
1998年（平成10年）、栃木県芳賀郡益子町に「遊星社」を移し、都心から潔く身を引き益子町に移住し、以降は益子を拠点とするようになる。益子町で産出された無農薬野菜や自家製の食材を用いた「食」を提供するオーガニックレストランやギャラリー、そして陶器や服の工房を併設した、地方での自分の理想とする生き方である「自然と調和した暮らしを実現する」それまでの馬場の活動と信条の結晶と言える「starnet」をオープンした。そしてその主宰となり、自分の理想を実現すべく行動を始めた。
益子町周辺から集めた古い建築物である古民家の古材や廃材や大谷石などを用いて建てられた「starnet」は静謐な空気を感じさせ、その一方でファッションと都会的な緊張感も持ち込み、他で数多く行われている「地方再生」とは一線を画する馬場の美意識を感じさせる心地良い空間が創られた。
その頃、益子陶器市に初めて出展していた郡司庸久と出会い、「starnet」のスタッフであった後の郡司の妻・慶子と引き合わせ、共に作陶活動をするように促し、以降3年間に渡り「starnet」に作陶した器を卸し販売する事を通して、郡司庸久・慶子夫妻に「陶器という物作りの勉強」をさせ、後の「郡司製陶所」の基礎作りをさせた。
2004年（平成16年）には「馬場浩史環境設計事務所」を設立し、工芸的な手法による建築や空間のプランニングやプロデュースを行っていった。同年、「starnet zone」をオープンし、陶芸や美術や生活雑貨などの各種展覧会やワークショップやコンサートなどを開催した。また同年10月には馬場が以前から「本来の益子焼そのもの」として、その器の存在感に圧倒され買い求めて愛用していた益子生まれの益子育ち、益子焼の「伝説の陶工」成井恒雄に、生涯展覧会はしない、個展もやらない。一人の陶工でいい、と言い続けた成井を3年間もの間説得し続け、成井の人生初めての個展を「starnet」で開いた。その後も「成井恒雄の百の茶碗」展などたびたび「starnet」で成井の個展を開き、「成井の器」の存在を世に知らしめた。
2007年（平成19年）には「starnet record」をオープン。ハンドクラフトを紹介するギャラリーを併設した、民間療法による身体の手当を目的とした野草茶寮や鍼灸院の運営を始め、同年、「自然に調和する音」をコンセプトとした音作りを行う音楽レーベル「STARNET MUZIK」の活動を始める。
2009年（平成21年）秋、当時の益子町町長・大塚朋之からの相談と依頼により、益子町全域に及ぶ益子町主体で益子町民の手により作りあげる、窯業と農業の町・益子を支える原点である「土」をテーマとし、「益子と言う土地の暮らしを見つめ直す」町おこしアートイベント「土祭」の総合プロデューサーを引き受けた。そして亡くなるまでに開催された「土祭2009」と「土祭2012」の総合プロデューサーを務めた。
2010年（平成22年）、「starnet」に「starnet工房」とも言える「art workers studio」を開設し、若手アーティストと共同で、陶器や服飾などのナチュラルな「starnet」独自のハンドクラフト制作を始めた。そしてあらゆる種類の手仕事をする若い作り手たちが、益子にいる馬場の元に集った。
2011年（平成23年）2月、東京・馬喰町に「starnet東京」をオープンした。
ところが同年3月11日に東日本大震災が発生。益子町に甚大な被害をもたらし、馬場たちの生活基盤をも揺るがし、馬場自身もそのショックで腰を痛めしばらく動けなくなってしまった。しかししばらくすると「じっとしていても仕方が無い」と考え、足が大阪に向き出し、震災で機能しなくなってしまった益子の「starnet」のスタッフの仕事の確保と、作り手たちの作品取り扱いの場を設ける為に、同年4月23日、大阪・瓦屋町に「starnet大阪」をオープンさせた。
同年8月には東京・目黒で「starnet 馬場浩史の仕事　これまでとこれから」と題した展覧会が開かれ、馬場が管理指導し、「art workers studio」で制作された、益子焼の陶芸家である大塚一弘との共同作業により作陶された「新しい益子焼」や、若いクリエイターたちの手によるガラスや服や鞄、靴や音楽も展示披露された。
震災後は自分たちの手で電気を作り、電力を供給出来ないものかと模索した。「土祭」に非電化工房の藤村靖之を招聘したり、「土祭」の「土舞台」のイベントではソーラーパネルを用いて音響設備の電力を賄う試みを行った。
馬場は、日本の国に根付いた「壊れてしまった文化と自然と風土に調和した暮らし」を少しでも取り戻し、「土に帰るもの」だけを用いて衣食住を作り、循環させる場を作ること。そして益子を、益子から、日本全国へと、自分の身の回りの小さな地域や範囲での自給自足を実現することを目指していた。
しかし、「土祭」の第2回目となった「土祭2012」開催時には、馬場は既に病に冒されていた。それでも千秋楽の演奏会が終わるその時まで、総合プロデューサーを務めあげた。

### 逝去
2013年（平成25年）7月28日午後6時53分、病気のため逝去した。享年55。その翌日に通夜が、そして翌々日に告別式が、実家の埼玉県行田市・持宝院で営まれた。そして多くの人たちがその死を惜しみ、嘆き悲しんだ。
同年9月19日の満月の夜、「starnet zone」で「馬場浩史　星影の俤（おもかげ）を偲ぶ會」が開かれた。

### 逝去後
「土祭」は「馬場浩史という大きな柱」を失ったが、新たなプロデューサーを迎えるのではなく、専門家の協力を得ながら益子町の町民の手で「土祭」を作っていくことになった。
「starnet」は紆余曲折ありながらも、今も少しずつ歩み続けている。
そして時折訪れる教え子たちの背中を押しながら、馬場は実家の「持宝院」で眠っている。

## 家族
- 妻・馬場和子[21][67][注釈 5]

：岡山県の洋裁学校で服飾を学び、ファッションブランド「JUN」を展開する株式会社ジュンに入社し、「J&R」の企画室に配属。デザイナーとして採用されたが、直訴して東京・銀座の本店に1年間販売員として経験を積む。「J&R」のチーフデザイナーに抜擢された後、退職までの15年間の間にブランド「JUN」の年間売上の成長に貢献した。オートクチュールの技術を皇室デザイナー・植田いつ子に学ぶなど、手仕事による服飾デザインに定評があり、退職後も高級プレタポルテブランドを設立しフォーマルドレスのオートクチュールにも挑んだ。自身のブランド「BK」を立ち上げ、1997年（平成9年）、夫・馬場浩史と共に東京・恵比寿でギャラリーをオープン。服だけに留まらない物作りに関わるようになる。1998年（平成10年）に夫・浩史が栃木県益子町にカフェギャラリー「starnet」をオープンすると、「東京での仕事はやり尽くした」と感じ、それまでの仕事を整理し、「starnet」に、益子にやってきた。以降、「野良着のジャケット」を企画製作し販売したり、夫・浩史の「古民家再生プロジェクト」の時に出て来た古い着物の古い布を用いて、今まで学んで来たプレタポルテやオートクチュールなどの西洋のファッションデザインの技術と、日本の古布という文化を融合させて「新しいオートクチュールのドレス」に再生し販売を始め、展覧会や、「15年ぶりの一日限りのファッションショー」を開くなど、濱田庄司以来、益子に根付く「民藝の心」を自分たちの手で受け継ぎ守り、新しい経済活動を営む「starnet」の活動に様々な形で貢献した。